# Гуменников, Пётр Геннадьевич
Гуменников Пётр Геннадьевич (род. 1 сентября 1957, Ленинград, СССР) — Мастер спорта по боксу, Судья первой категории, Старший преподаватель кафедры теории и методики бокса Университета им. Лесгафта.

### Биография
Родился и вырос в Ленинграде. В 1979 году окончил Государственный институт физической культуры имени П. Ф. Лесгафта с красным дипломом.
В 1981 году, вернувшись с военной службы, продолжил работу в ДСК г. Гатчины по назначению, занимаясь организацией спортивных мероприятий и тренерской деятельностью. Занимался не только боксом, но и плаванием, ведя секцию в детском саду.
В 1988 году Петр Геннадьевич возобновил преподавательскую деятельность в Университете им. Лесгафта.
С 1994 по 1996 год работал в Малайзии, где участвовал в подготовке сборной страны (в том числе Сапока Бики) на Олимпийские игры (см. Историю кафедры теории и методики бокса им. ЗТ СССР А.Н. Кудрина). 
Является главным судьей ежегодного Гатчинского турнира по боксу памяти С.М. Алексеева.

### Личная жизнь
Состоит в браке, есть двое детей.